# Ophiodothella galophila
Ophiodothella galophila är en svampart som beskrevs av Syd. 1925. Ophiodothella galophila ingår i släktet Ophiodothella och familjen Phyllachoraceae.   Inga underarter finns listade i Catalogue of Life.